# Musée Skanderbeg
Le Musée national d'histoire « Gjergj Kastrioti Skënderbeu » (en albanais : Muzeu Historik Kombëtar "Gjergj Kastrioti Skënderbeu"), également connu sous le nom de musée Skanderbeg ou musée de Kruja, est un musée situé à Krujë et est l'un des musées les plus importants et les plus visités d'Albanie.

## Histoire
Le musée a été construit à la fin des années 1970 et inauguré le 1er novembre 1982. Son architecture a été conçue par les architectes Pirro Vaso (en) et Pranvera Hoxha (la fille d'Enver Hoxha). Les travaux de construction ont été réalisés par une équipe locale dirigée par Robert Kote. Le musée a le caractère d'un mémorial, dont l'architecture s'inspire des tours en pierre albanaises traditionnelles et de l'architecture romane médiévale. Le nom du musée est donné l'honneur du héros national albanais Gjergj Kastrioti Skënderbej dit Skanderbeg.
Le château de Krujë, qui abrite le musée, est une citadelle historique. Les troupes ottomanes l'attaquèrent à trois reprises, en 1450, 1466-1467 et à nouveau en 1467, mais ne parvinrent à en prendre le contrôle qu'après un quatrième siège en 1476. C'est cette forteresse imprenable qui a aidé George Kastrioti Skanderbeg à défendre l'Albanie contre l'invasion ottomane pendant plus de deux décennies.

## Bâtiment
Le projet du musée Skanderbeg était basé sur la plate-forme conceptuelle conçue par Aleks Buda en septembre 1976, qui a été envoyée comme mission de conception à l'Institut d'études et de projets (ISP) no 1 de Tirana, sous la direction de l'architecte Pirro Vaso (en). Après avoir examiné trois variantes, l'ISP a décidé de poursuivre les travaux de conception d'un bâtiment basé sur ces variantes et a décidé que le site où le musée serait construit se trouverait à l'intérieur des murs de l'ancien château de Kruja. L'équipe de conception était composée de Pirro Vaso, Pranvera Hoxha, F. Stermasi, K. Meka, L. Gashi, Gjarçani et R. Agalliu, qui ont conçu un bâtiment dont le style s'inspirerait des tours médiévales albanaises, principalement construites dans le nord de l'Albanie. Après que le projet d'idée du musée ait été approuvé par le ministère de l'Éducation et de la Culture, le groupe de travail de l'ISP a commencé à travailler sur la mise en œuvre du projet. Les travaux pour la construction du musée ont commencé en septembre 1978 et ont été dirigés par Robert Kote. En mars 1980, le ministère de l'Éducation et de la Culture a créé deux groupes de travail pour élaborer le modèle de contenu du musée, les pavillons, les peintures murales, etc. Le groupe d'historiens dirigé par le professeur Kristo Frasheri et le groupe de peintres dirigé par Bashkim Ahmeti ont achevé cette conception à la fin des années 1980,

## Galerie

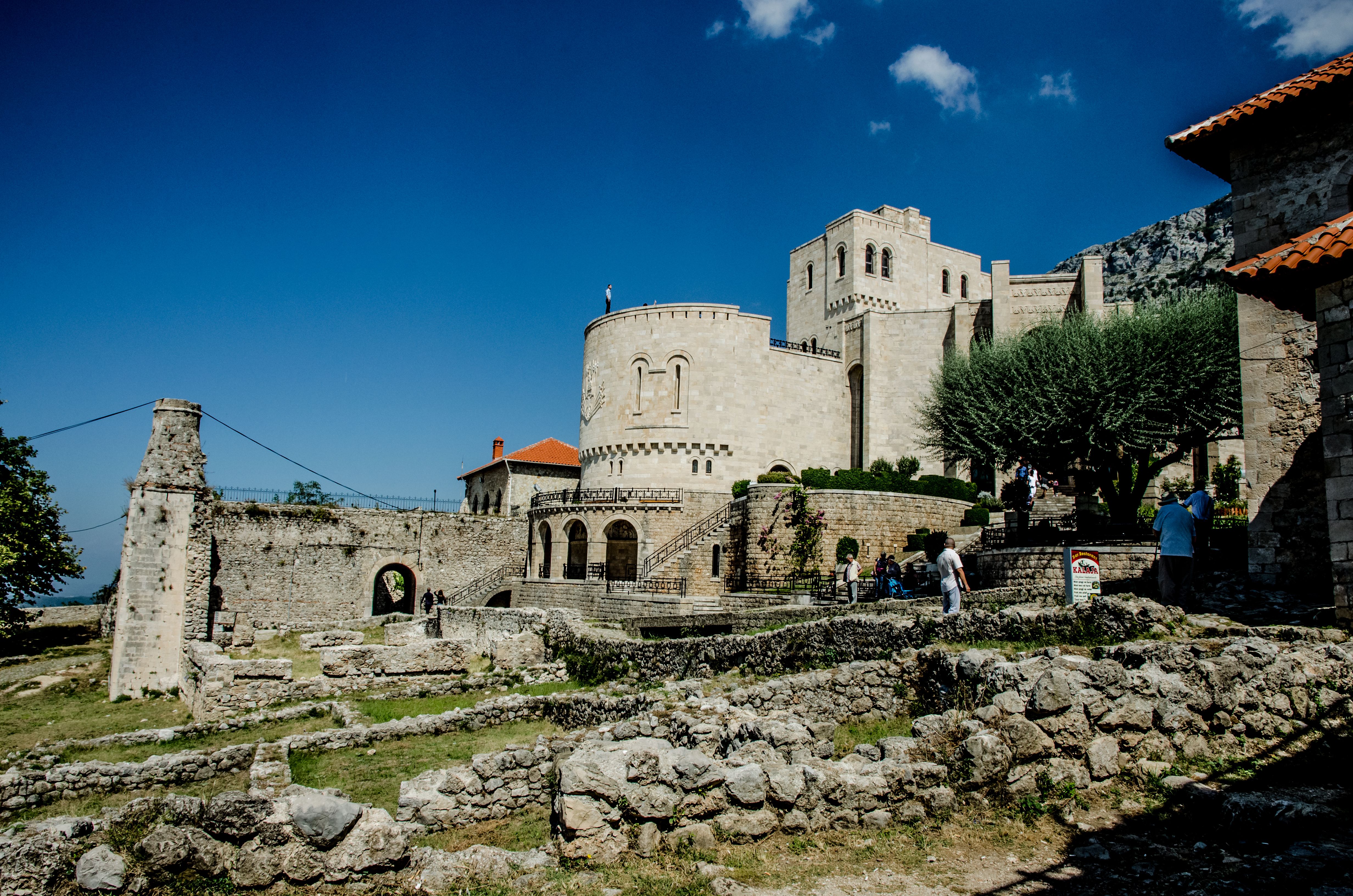
Le Musée national "Gergj Kastrioti Skenderbeu" au château de Krujë
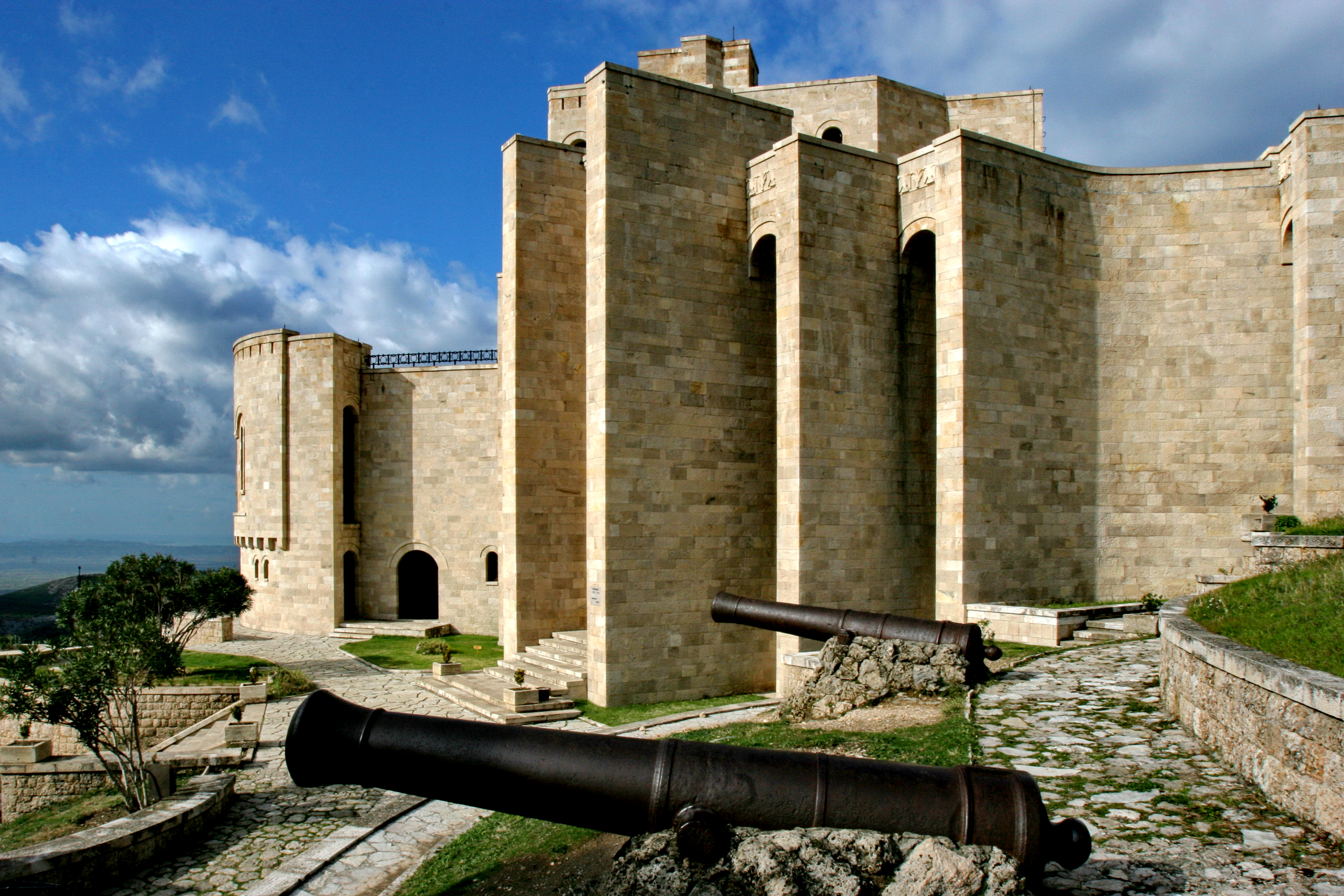
Canons médiévaux
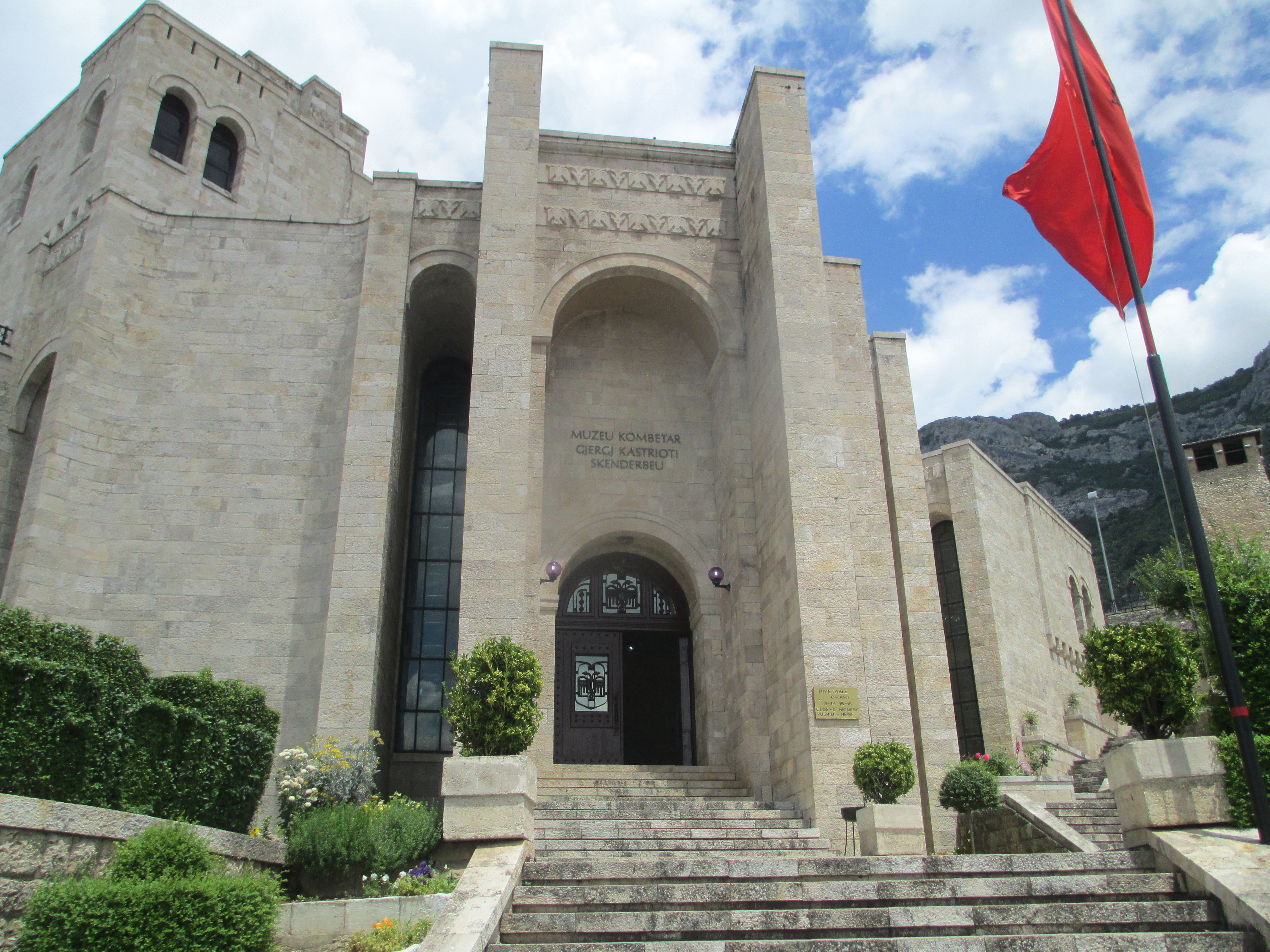
Entrée principale du musée
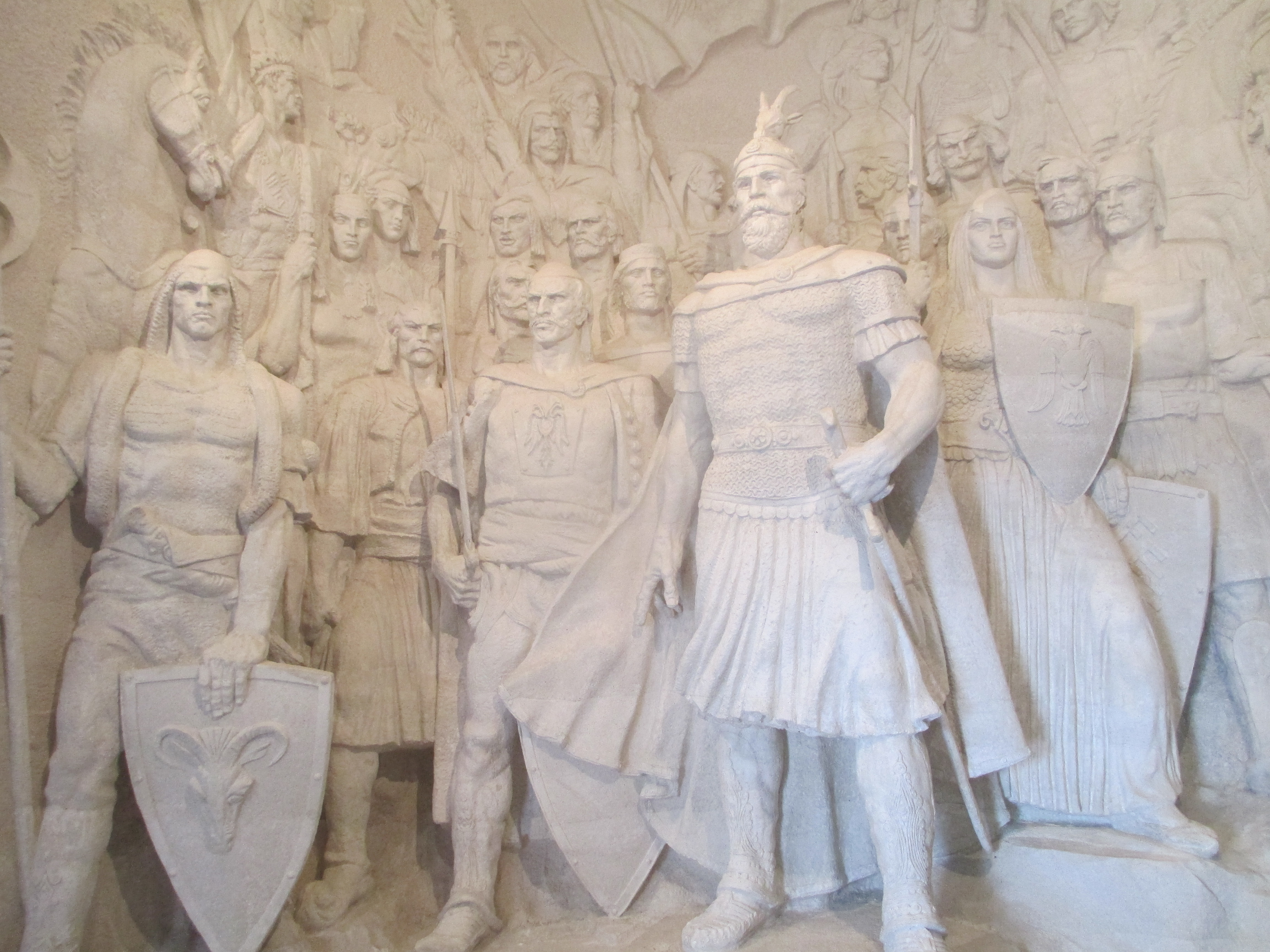
Skanderbeg et ses guerriers (intérieur du musée)
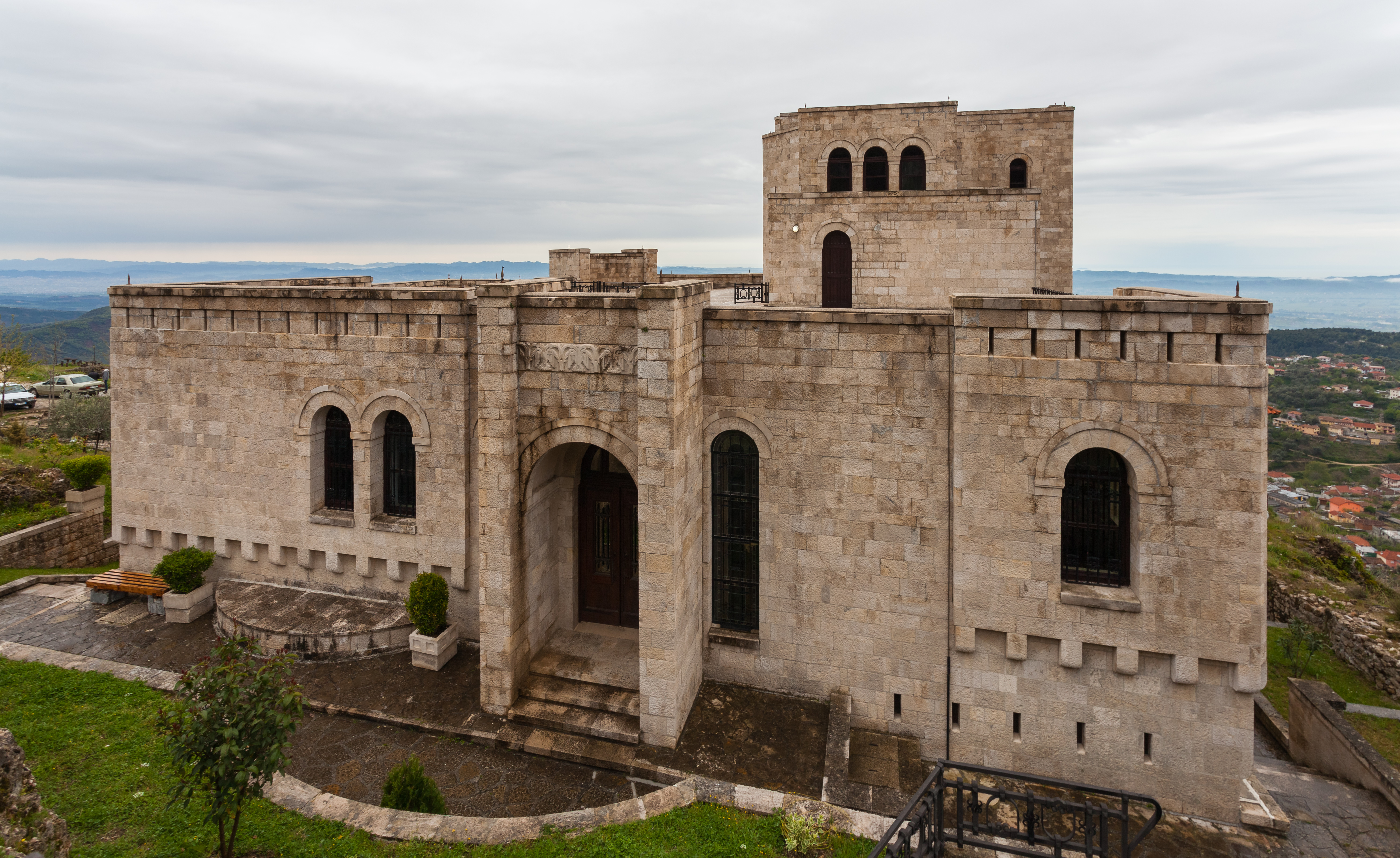
Entrée arrière du musée
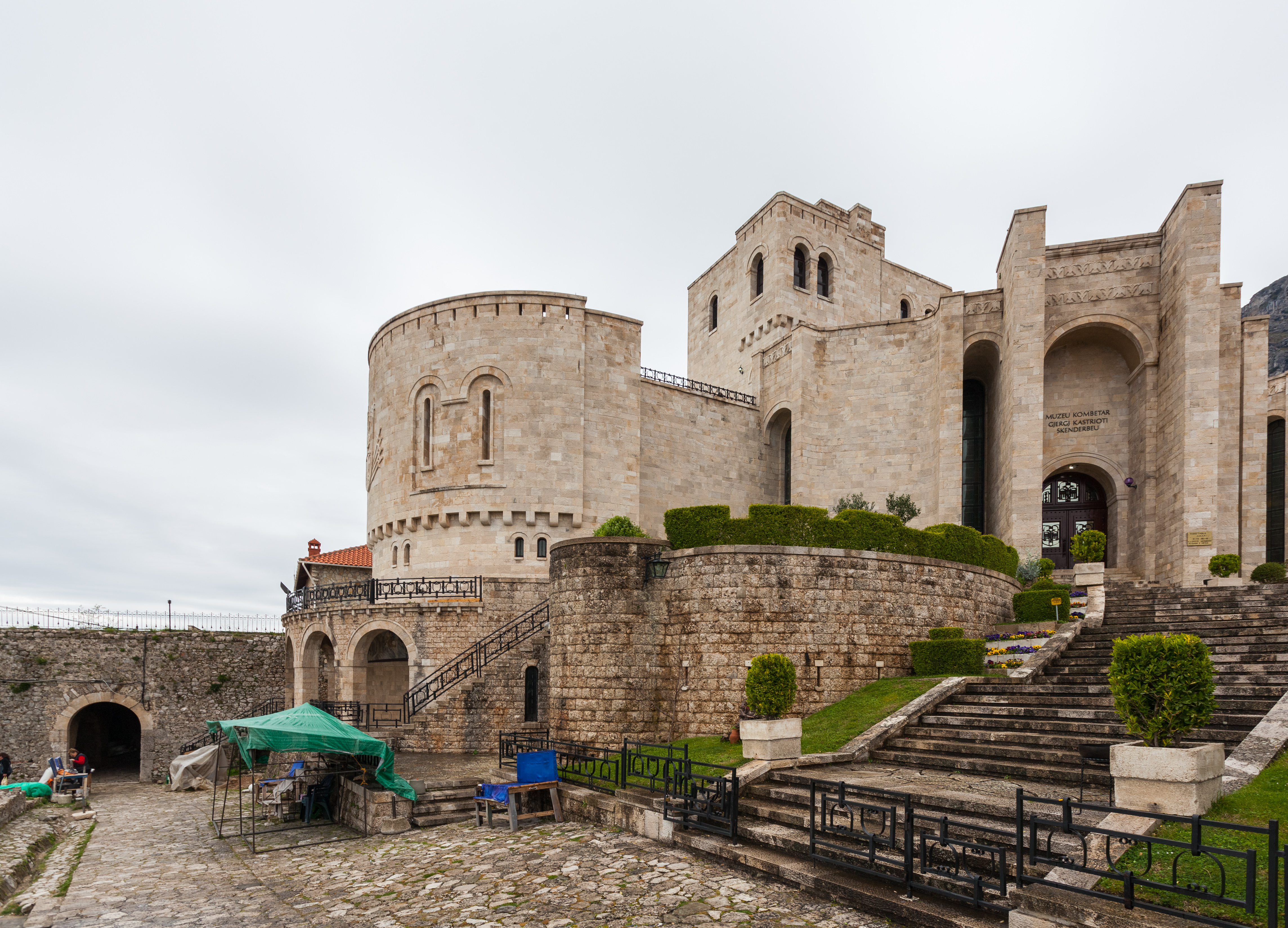
Extérieur du musée
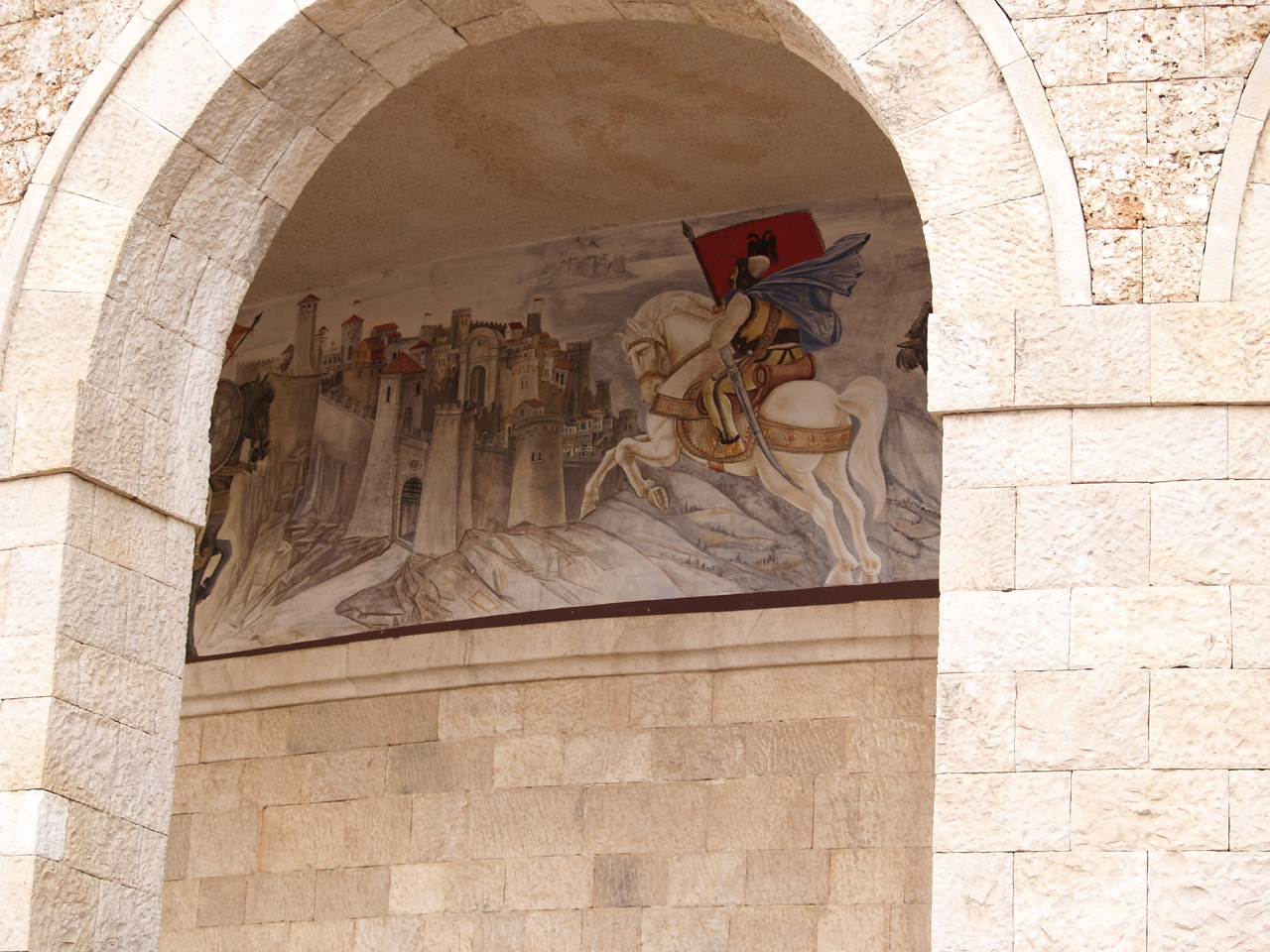
Une fresque
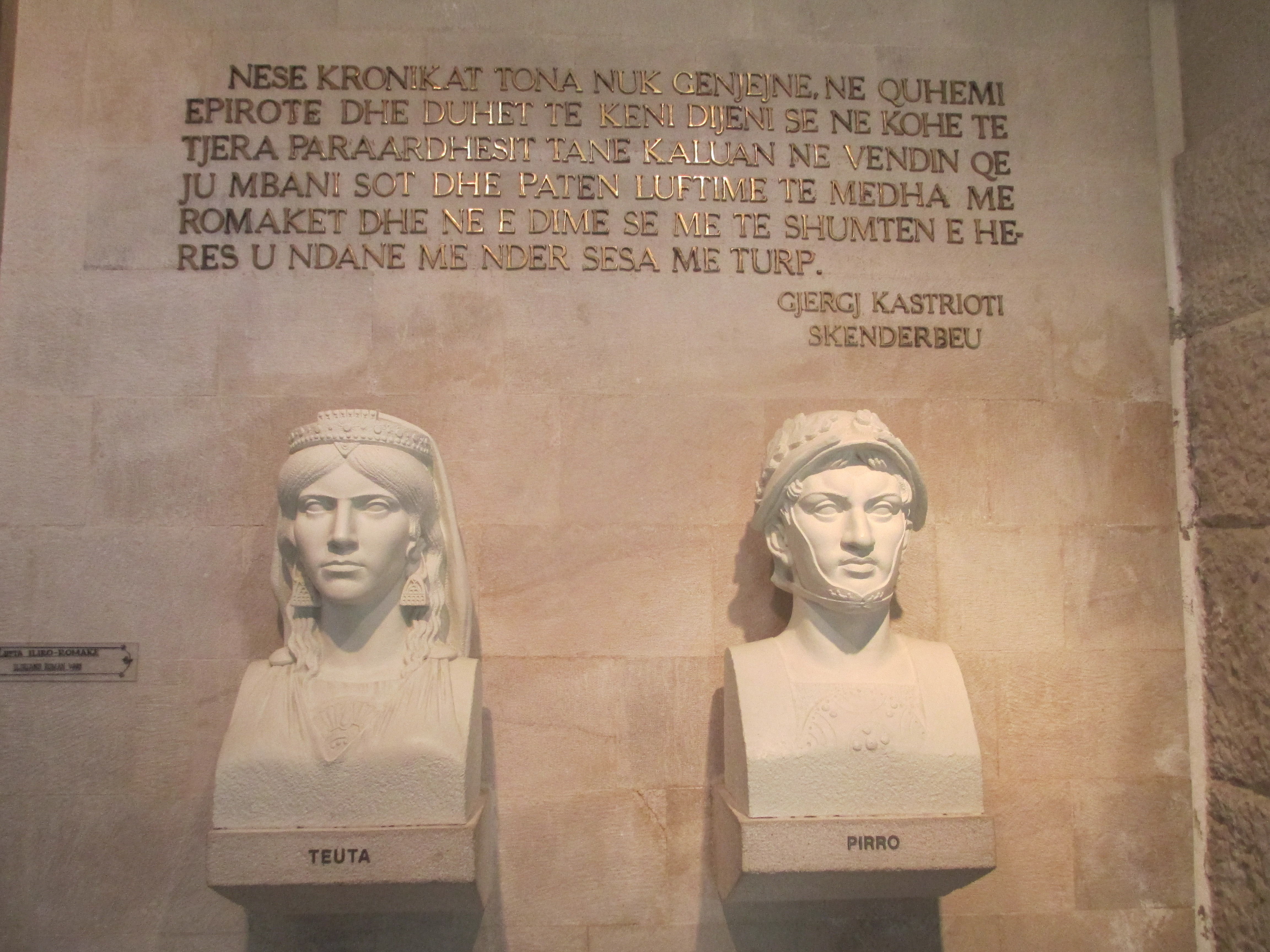
Une citation de Skanderbeg
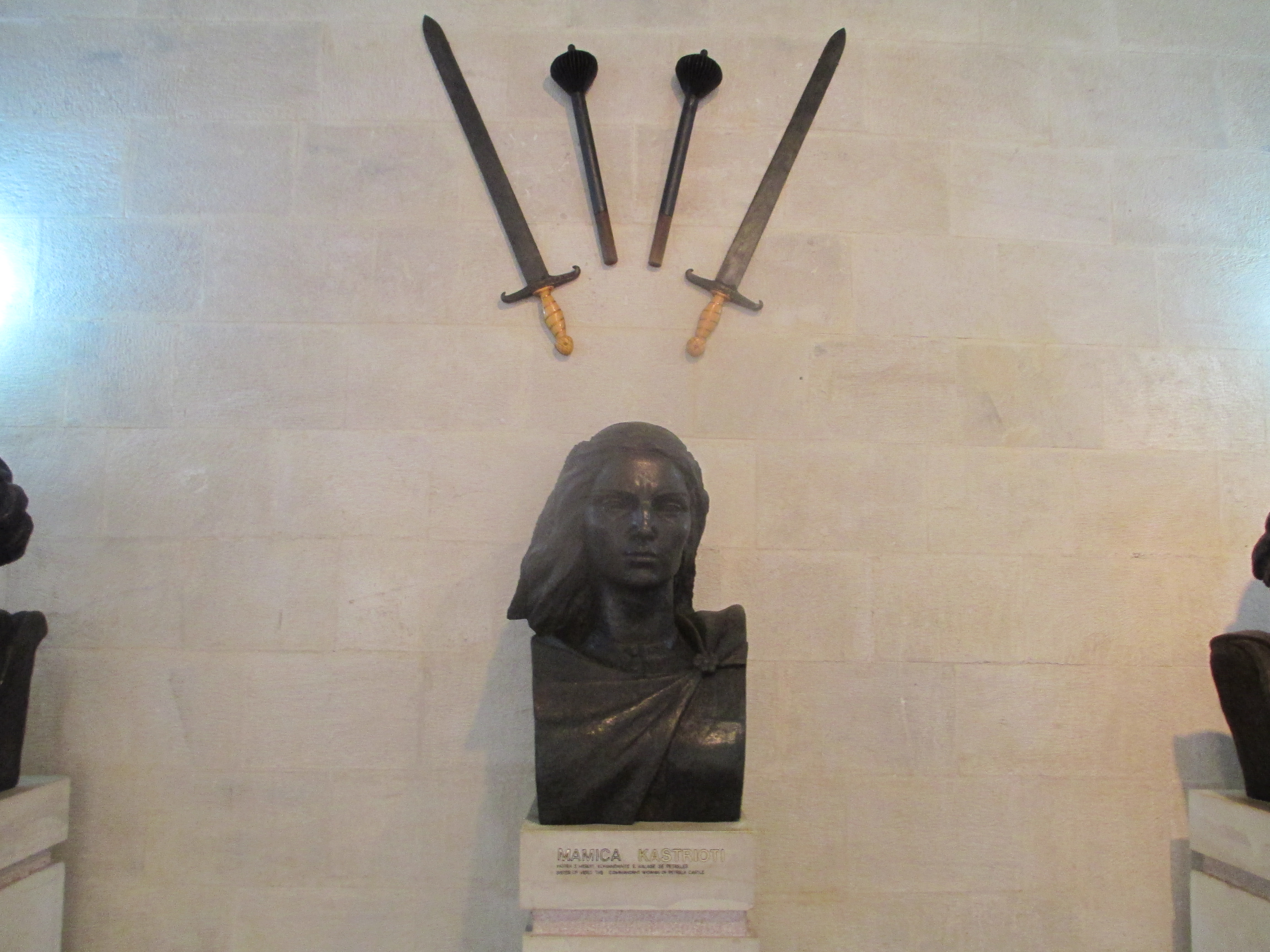
Sculpture de Mamica Kastrioti
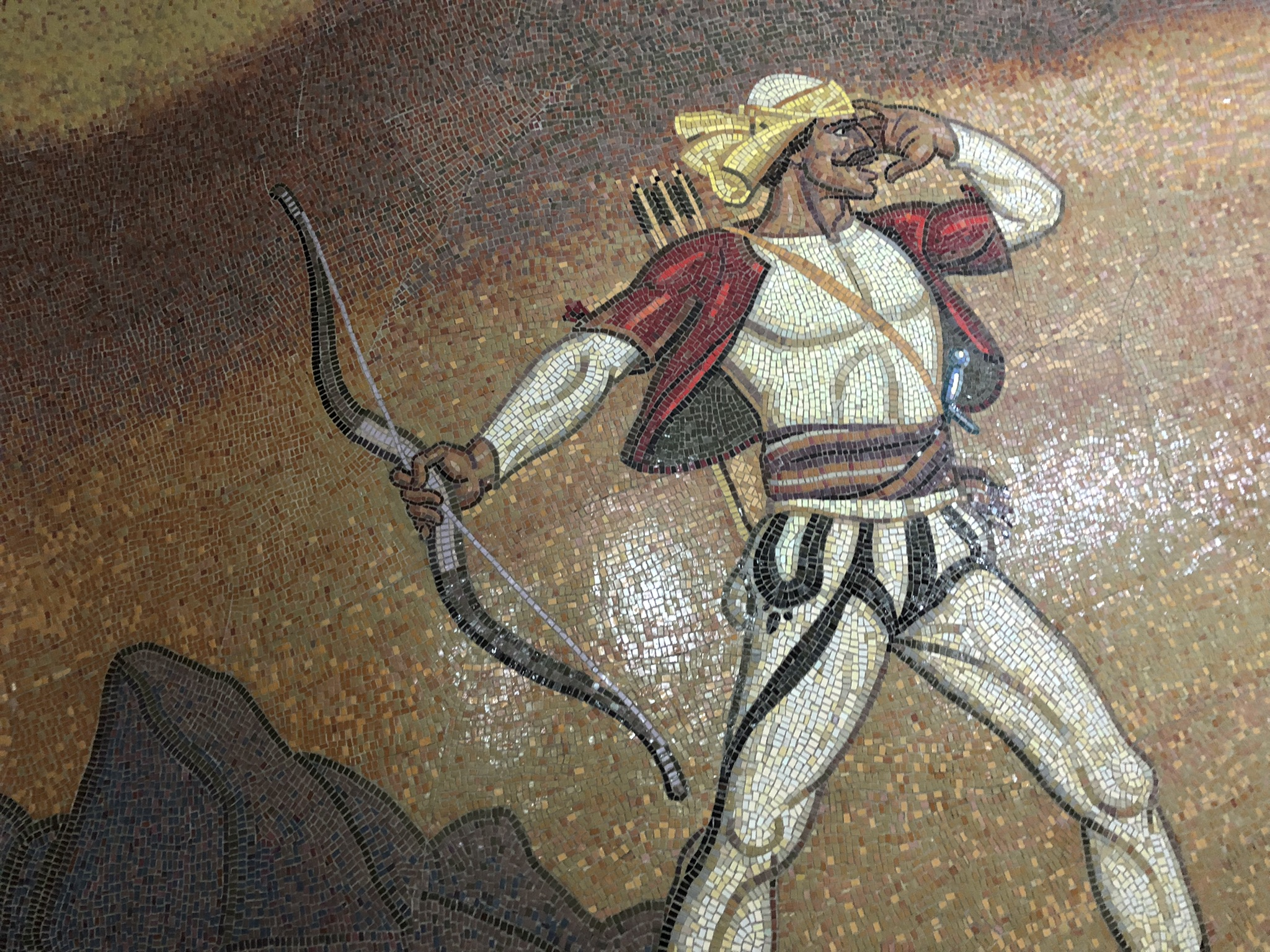
Mosaïque
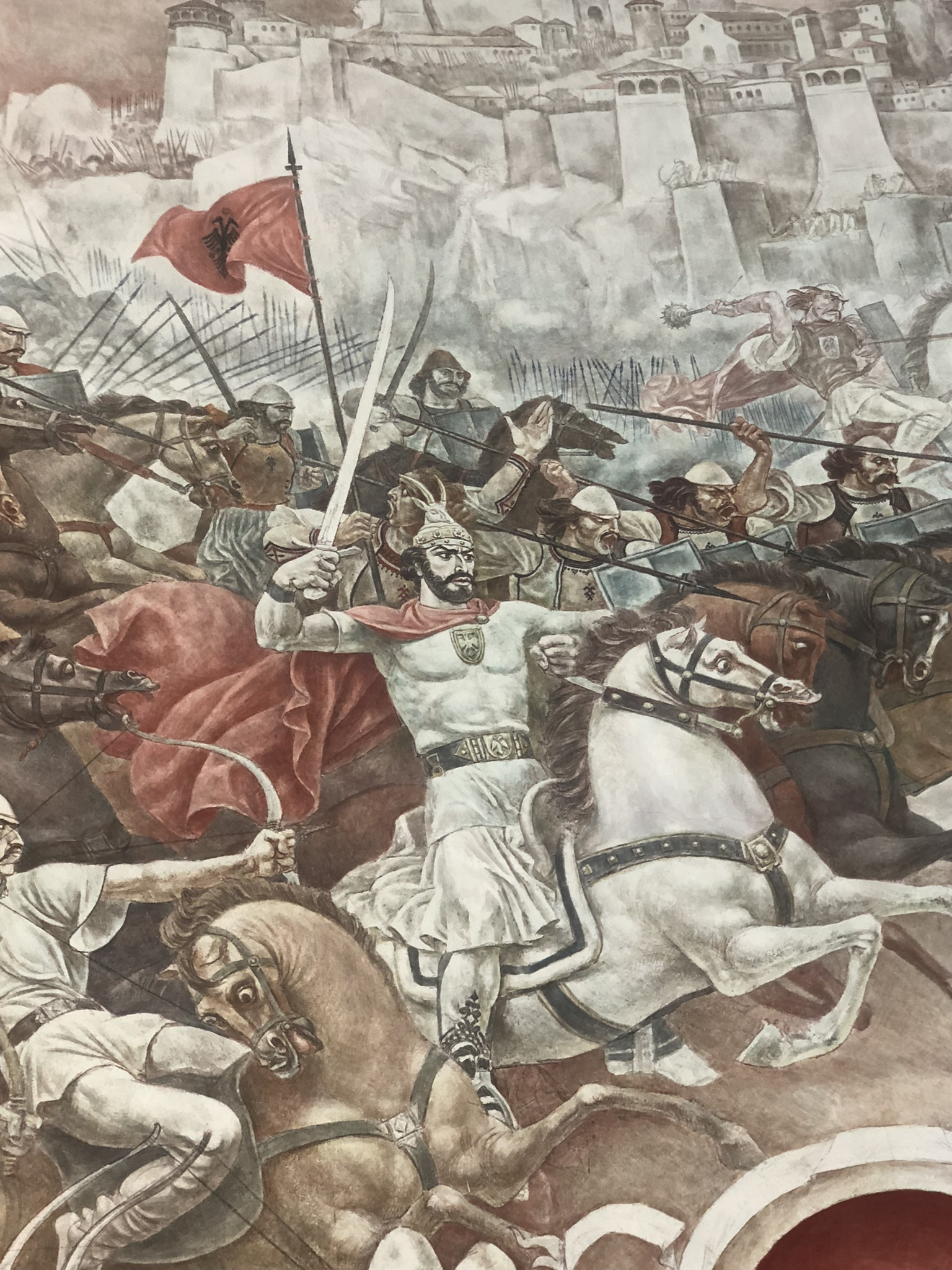
Partie d'une peinture murale représentant Skanderbeg et ses troupes

## Voir également
- Histoire de l'Albanie
- Tourisme en Albanie
- Liste des musées en Albanie